# Oncidium tsubotae
Oncidium tsubotae är en orkidéart som beskrevs av Willibald Königer. Oncidium tsubotae ingår i släktet Oncidium och familjen orkidéer. Inga underarter finns listade i Catalogue of Life.